# Вулиця Академіка Ярослава Ісаєвича
Вулиця Академіка Ярослава Ісаєвича — вулиця у Франківському районі міста Львова, в місцевості Вулька. Сполучає вулиці Княгині Ольги та Цегельського.

## Історія та забудова
1936 року вулиця мала назву Скшинецького, на честь Яна Скшинєцького, польського генерала, учасника листопадового повстання 1830—1831 років, під час німецької окупації — Пфіцнерґассе, на честь німецького композитора Ганса Пфіцнера, у липні 1944 року повернена передвоєнна назва вулиці — Скшинецького, від 1946 року — Краснодонська, на честь міста Краснодон (нині — Сорокине), від 1992 року — Шумського, на честь українського радянського державного діяча Олександра Шумського. 
Рішенням виконкому Львівської міської ради від 18 серпня 2022 року вулицю Шумського перейменовано на вулицю Академіка Ярослава Ісаєвича, на честь академіка НАН України, історика, громадського діяча Ярослава Ісаєвича.
У забудові вулиці Академіка Ярослава Ісаєвича переважає дво- та триповерховий конструктивізм 1930-х років.